# Liste des communes de l'Hérault
Pour les autres listes de communes françaises, voir Listes des communes de France.
| - L'Hérault en France métropolitaine. - Carte des communes de l'Hérault. |

Cette page liste les 341 communes du département français de l'Hérault au 1er janvier 2025.

## Historique
Le 1er janvier 2025, le nombre de communes du département passe de 342 à 341 à la suite de la création de la commune nouvelle de Lunas-les-Châteaux par regroupement entre Lunas et Dio-et-Valquières.

## Liste des communes
Le tableau suivant donne la liste des communes au 1er janvier 2025, en précisant leur code Insee, leur code postal principal, leur arrondissement, leur canton, leur intercommunalité, leur superficie, leur population et leur densité, d'après les chiffres de l'Insee issus du recensement 2022,.
| Nom                                      | Code Insee | Code postal             | Arrondissement | Canton                                                                                               | Intercommunalité                                            | Superficie (km2) | Population (dernière pop. légale) | Densité (hab./km2) | Modifier                                    |
| ---------------------------------------- | ---------- | ----------------------- | -------------- | --- | ----------------------------------------------------------- | ---------------- | --------------------------------- | ------------------ | ------------------------------------------- |
| Montpellier (préfecture)                 | 34172      | 34000 34070 34080 34090 | Montpellier    | Montpellier - Castelnau-le-Lez Montpellier-1 Montpellier-2 Montpellier-3 Montpellier-4 Montpellier-5 | Montpellier Méditerranée Métropole                          | 56,88            | 307 101 (2022)                    | 5 399              | modifier les données · modifier les données |
| Abeilhan                                 | 34001      | 34290                   | Béziers        | Pézenas                                                                                              | CC Les Avant-Monts                                          | 7,81             | 1 824 (2022)                      | 234                | modifier les données · modifier les données |
| Adissan                                  | 34002      | 34230                   | Béziers        | Mèze                                                                                                 | CA Hérault Méditerranée                                     | 4,46             | 1 347 (2022)                      | 302                | modifier les données · modifier les données |
| Agde                                     | 34003      | 34300                   | Béziers        | Agde                                                                                                 | CA Hérault Méditerranée                                     | 50,81            | 29 612 (2022)                     | 583                | modifier les données · modifier les données |
| Agel                                     | 34004      | 34210                   | Béziers        | Saint-Pons-de-Thomières                                                                              | CC du Minervois au Caroux                                   | 12,54            | 244 (2022)                        | 19                 | modifier les données · modifier les données |
| Agonès                                   | 34005      | 34190                   | Lodève         | Lodève                                                                                               | CC des Cévennes gangeoises et suménoises                    | 4,16             | 312 (2022)                        | 75                 | modifier les données · modifier les données |
| Aigne                                    | 34006      | 34210                   | Béziers        | Saint-Pons-de-Thomières                                                                              | CC du Minervois au Caroux                                   | 10,94            | 294 (2022)                        | 27                 | modifier les données · modifier les données |
| Aigues-Vives                             | 34007      | 34210                   | Béziers        | Saint-Pons-de-Thomières                                                                              | CC du Minervois au Caroux                                   | 12,81            | 472 (2022)                        | 37                 | modifier les données · modifier les données |
| Les Aires                                | 34008      | 34600                   | Béziers        | Clermont-l'Hérault                                                                                   | CC Grand Orb                                                | 20,54            | 613 (2022)                        | 30                 | modifier les données · modifier les données |
| Alignan-du-Vent                          | 34009      | 34290                   | Béziers        | Pézenas                                                                                              | CA Béziers Méditerranée                                     | 17,30            | 1 761 (2022)                      | 102                | modifier les données · modifier les données |
| Aniane                                   | 34010      | 34150                   | Lodève         | Gignac                                                                                               | CC Vallée de l'Hérault                                      | 30,34            | 2 956 (2022)                      | 97                 | modifier les données · modifier les données |
| Arboras                                  | 34011      | 34150                   | Lodève         | Gignac                                                                                               | CC Vallée de l'Hérault                                      | 6,73             | 104 (2022)                        | 15                 | modifier les données · modifier les données |
| Argelliers                               | 34012      | 34380                   | Lodève         | Gignac                                                                                               | CC Vallée de l'Hérault                                      | 50,29            | 971 (2022)                        | 19                 | modifier les données · modifier les données |
| Aspiran                                  | 34013      | 34800                   | Lodève         | Clermont-l'Hérault                                                                                   | CC du Clermontais                                           | 16,13            | 1 682 (2022)                      | 104                | modifier les données · modifier les données |
| Assas                                    | 34014      | 34820                   | Lodève         | Saint-Gély-du-Fesc                                                                                   | CC du Grand Pic Saint-Loup                                  | 19,11            | 1 430 (2022)                      | 75                 | modifier les données · modifier les données |
| Assignan                                 | 34015      | 34360                   | Béziers        | Saint-Pons-de-Thomières                                                                              | CC Sud-Hérault                                              | 7,95             | 168 (2022)                        | 21                 | modifier les données · modifier les données |
| Aumelas                                  | 34016      | 34230                   | Lodève         | Gignac                                                                                               | CC Vallée de l'Hérault                                      | 58,26            | 582 (2022)                        | 10,0               | modifier les données · modifier les données |
| Aumes                                    | 34017      | 34530                   | Béziers        | Mèze                                                                                                 | CA Hérault Méditerranée                                     | 7,39             | 502 (2022)                        | 68                 | modifier les données · modifier les données |
| Autignac                                 | 34018      | 34480                   | Béziers        | Cazouls-lès-Béziers                                                                                  | CC Les Avant-Monts                                          | 11,55            | 962 (2022)                        | 83                 | modifier les données · modifier les données |
| Avène                                    | 34019      | 34260                   | Béziers        | Clermont-l'Hérault                                                                                   | CC Grand Orb                                                | 62,65            | 294 (2022)                        | 4,7                | modifier les données · modifier les données |
| Azillanet                                | 34020      | 34210                   | Béziers        | Saint-Pons-de-Thomières                                                                              | CC du Minervois au Caroux                                   | 14,40            | 353 (2022)                        | 25                 | modifier les données · modifier les données |
| Babeau-Bouldoux                          | 34021      | 34360                   | Béziers        | Saint-Pons-de-Thomières                                                                              | CC Sud-Hérault                                              | 21,40            | 309 (2022)                        | 14                 | modifier les données · modifier les données |
| Baillargues                              | 34022      | 34670                   | Montpellier    | Le Crès                                                                                              | Montpellier Méditerranée Métropole                          | 7,68             | 7 793 (2022)                      | 1 015              | modifier les données · modifier les données |
| Balaruc-le-Vieux                         | 34024      | 34540                   | Montpellier    | Frontignan                                                                                           | CA Sète Agglopôle Méditerranée                              | 5,92             | 2 749 (2022)                      | 464                | modifier les données · modifier les données |
| Balaruc-les-Bains                        | 34023      | 34540                   | Montpellier    | Frontignan                                                                                           | CA Sète Agglopôle Méditerranée                              | 8,66             | 7 136 (2022)                      | 824                | modifier les données · modifier les données |
| Bassan                                   | 34025      | 34290                   | Béziers        | Béziers-3                                                                                            | CA Béziers Méditerranée                                     | 6,79             | 2 353 (2022)                      | 347                | modifier les données · modifier les données |
| Beaufort                                 | 34026      | 34210                   | Béziers        | Saint-Pons-de-Thomières                                                                              | CC du Minervois au Caroux                                   | 6,09             | 215 (2022)                        | 35                 | modifier les données · modifier les données |
| Beaulieu                                 | 34027      | 34160                   | Montpellier    | Le Crès                                                                                              | Montpellier Méditerranée Métropole                          | 7,73             | 2 239 (2022)                      | 290                | modifier les données · modifier les données |
| Bédarieux                                | 34028      | 34600                   | Béziers        | Clermont-l'Hérault                                                                                   | CC Grand Orb                                                | 27,82            | 5 820 (2022)                      | 209                | modifier les données · modifier les données |
| Bélarga                                  | 34029      | 34230                   | Lodève         | Gignac                                                                                               | CC Vallée de l'Hérault                                      | 4,13             | 662 (2022)                        | 160                | modifier les données · modifier les données |
| Berlou                                   | 34030      | 34360                   | Béziers        | Saint-Pons-de-Thomières                                                                              | CC du Minervois au Caroux                                   | 11,34            | 222 (2022)                        | 20                 | modifier les données · modifier les données |
| Bessan                                   | 34031      | 34550                   | Béziers        | Agde                                                                                                 | CA Hérault Méditerranée                                     | 27,65            | 5 705 (2022)                      | 206                | modifier les données · modifier les données |
| Béziers                                  | 34032      | 34500                   | Béziers        | Béziers-1 Béziers-2 Béziers-3                                                                        | CA Béziers Méditerranée                                     | 95,48            | 80 815 (2022)                     | 846                | modifier les données · modifier les données |
| Boisseron                                | 34033      | 34160                   | Montpellier    | Lunel                                                                                                | CA Lunel Agglo                                              | 7,46             | 2 178 (2022)                      | 292                | modifier les données · modifier les données |
| Boisset                                  | 34034      | 34220                   | Béziers        | Saint-Pons-de-Thomières                                                                              | CC du Minervois au Caroux                                   | 17,47            | 41 (2022)                         | 2,3                | modifier les données · modifier les données |
| La Boissière                             | 34035      | 34150                   | Lodève         | Gignac                                                                                               | CC Vallée de l'Hérault                                      | 24,45            | 1 054 (2022)                      | 43                 | modifier les données · modifier les données |
| Le Bosc                                  | 34036      | 34700                   | Lodève         | Lodève                                                                                               | CC Lodévois et Larzac                                       | 28,13            | 1 406 (2022)                      | 50                 | modifier les données · modifier les données |
| Boujan-sur-Libron                        | 34037      | 34760                   | Béziers        | Béziers-3                                                                                            | CA Béziers Méditerranée                                     | 7,02             | 3 536 (2022)                      | 504                | modifier les données · modifier les données |
| Le Bousquet-d'Orb                        | 34038      | 34260                   | Béziers        | Clermont-l'Hérault                                                                                   | CC Grand Orb                                                | 11,83            | 1 594 (2022)                      | 135                | modifier les données · modifier les données |
| Bouzigues                                | 34039      | 34140                   | Montpellier    | Mèze                                                                                                 | CA Sète Agglopôle Méditerranée                              | 3,05             | 1 613 (2022)                      | 529                | modifier les données · modifier les données |
| Brenas                                   | 34040      | 34650                   | Béziers        | Clermont-l'Hérault                                                                                   | CC Grand Orb                                                | 10,59            | 57 (2022)                         | 5,4                | modifier les données · modifier les données |
| Brignac                                  | 34041      | 34800                   | Lodève         | Clermont-l'Hérault                                                                                   | CC du Clermontais                                           | 4,65             | 971 (2022)                        | 209                | modifier les données · modifier les données |
| Brissac                                  | 34042      | 34190                   | Lodève         | Lodève                                                                                               | CC des Cévennes gangeoises et suménoises                    | 44,13            | 592 (2022)                        | 13                 | modifier les données · modifier les données |
| Buzignargues                             | 34043      | 34160                   | Lodève         | Saint-Gély-du-Fesc                                                                                   | CC du Grand Pic Saint-Loup                                  | 4,61             | 373 (2022)                        | 81                 | modifier les données · modifier les données |
| Cabrerolles                              | 34044      | 34480                   | Béziers        | Cazouls-lès-Béziers                                                                                  | CC Les Avant-Monts                                          | 28,68            | 338 (2022)                        | 12                 | modifier les données · modifier les données |
| Cabrières                                | 34045      | 34800                   | Lodève         | Mèze                                                                                                 | CC du Clermontais                                           | 29,02            | 556 (2022)                        | 19                 | modifier les données · modifier les données |
| Cambon-et-Salvergues                     | 34046      | 34330                   | Béziers        | Saint-Pons-de-Thomières                                                                              | CC des Monts de Lacaune et de la Montagne du Haut Languedoc | 50,39            | 51 (2022)                         | 1,0                | modifier les données · modifier les données |
| Campagnan                                | 34047      | 34230                   | Lodève         | Gignac                                                                                               | CC Vallée de l'Hérault                                      | 3,75             | 719 (2022)                        | 192                | modifier les données · modifier les données |
| Campagne                                 | 34048      | 34160                   | Montpellier    | Lunel                                                                                                | CA Lunel Agglo                                              | 4,84             | 311 (2022)                        | 64                 | modifier les données · modifier les données |
| Camplong                                 | 34049      | 34260                   | Béziers        | Clermont-l'Hérault                                                                                   | CC Grand Orb                                                | 13,25            | 217 (2022)                        | 16                 | modifier les données · modifier les données |
| Candillargues                            | 34050      | 34130                   | Montpellier    | Mauguio                                                                                              | CA du Pays de l'Or                                          | 8,23             | 2 102 (2022)                      | 255                | modifier les données · modifier les données |
| Canet                                    | 34051      | 34800                   | Lodève         | Clermont-l'Hérault                                                                                   | CC du Clermontais                                           | 7,33             | 3 600 (2022)                      | 491                | modifier les données · modifier les données |
| Capestang                                | 34052      | 34310                   | Béziers        | Saint-Pons-de-Thomières                                                                              | CC Sud-Hérault                                              | 39,56            | 3 413 (2022)                      | 86                 | modifier les données · modifier les données |
| Carlencas-et-Levas                       | 34053      | 34600                   | Béziers        | Clermont-l'Hérault                                                                                   | CC Grand Orb                                                | 10,78            | 115 (2022)                        | 11                 | modifier les données · modifier les données |
| Cassagnoles                              | 34054      | 34210                   | Béziers        | Saint-Pons-de-Thomières                                                                              | CC du Minervois au Caroux                                   | 24,54            | 109 (2022)                        | 4,4                | modifier les données · modifier les données |
| Castanet-le-Haut                         | 34055      | 34610                   | Béziers        | Saint-Pons-de-Thomières                                                                              | CC des Monts de Lacaune et de la Montagne du Haut Languedoc | 27,55            | 224 (2022)                        | 8,1                | modifier les données · modifier les données |
| Castelnau-de-Guers                       | 34056      | 34120                   | Béziers        | Pézenas                                                                                              | CA Hérault Méditerranée                                     | 22,51            | 1 199 (2022)                      | 53                 | modifier les données · modifier les données |
| Castelnau-le-Lez                         | 34057      | 34170                   | Montpellier    | Montpellier - Castelnau-le-Lez                                                                       | Montpellier Méditerranée Métropole                          | 11,18            | 25 404 (2022)                     | 2 272              | modifier les données · modifier les données |
| Castries                                 | 34058      | 34160                   | Montpellier    | Le Crès                                                                                              | Montpellier Méditerranée Métropole                          | 24,05            | 6 722 (2022)                      | 280                | modifier les données · modifier les données |
| La Caunette                              | 34059      | 34210                   | Béziers        | Saint-Pons-de-Thomières                                                                              | CC du Minervois au Caroux                                   | 21,78            | 320 (2022)                        | 15                 | modifier les données · modifier les données |
| Causse-de-la-Selle                       | 34060      | 34380                   | Lodève         | Lodève                                                                                               | CC du Grand Pic Saint-Loup                                  | 45,19            | 443 (2022)                        | 9,8                | modifier les données · modifier les données |
| Causses-et-Veyran                        | 34061      | 34490                   | Béziers        | Cazouls-lès-Béziers                                                                                  | CC Les Avant-Monts                                          | 17,65            | 620 (2022)                        | 35                 | modifier les données · modifier les données |
| Caussiniojouls                           | 34062      | 34600                   | Béziers        | Cazouls-lès-Béziers                                                                                  | CC Les Avant-Monts                                          | 10,50            | 168 (2022)                        | 16                 | modifier les données · modifier les données |
| Caux                                     | 34063      | 34720                   | Béziers        | Pézenas                                                                                              | CA Hérault Méditerranée                                     | 24,84            | 2 692 (2022)                      | 108                | modifier les données · modifier les données |
| Le Caylar                                | 34064      | 34520                   | Lodève         | Lodève                                                                                               | CC Lodévois et Larzac                                       | 22,08            | 462 (2022)                        | 21                 | modifier les données · modifier les données |
| Cazedarnes                               | 34065      | 34460                   | Béziers        | Saint-Pons-de-Thomières                                                                              | CC Sud-Hérault                                              | 11,64            | 640 (2022)                        | 55                 | modifier les données · modifier les données |
| Cazevieille                              | 34066      | 34270                   | Lodève         | Saint-Gély-du-Fesc                                                                                   | CC du Grand Pic Saint-Loup                                  | 16,21            | 228 (2022)                        | 14                 | modifier les données · modifier les données |
| Cazilhac                                 | 34067      | 34190                   | Lodève         | Lodève                                                                                               | CC des Cévennes gangeoises et suménoises                    | 11,69            | 1 583 (2022)                      | 135                | modifier les données · modifier les données |
| Cazouls-d'Hérault                        | 34068      | 34120                   | Béziers        | Mèze                                                                                                 | CA Hérault Méditerranée                                     | 4,39             | 413 (2022)                        | 94                 | modifier les données · modifier les données |
| Cazouls-lès-Béziers                      | 34069      | 34370                   | Béziers        | Cazouls-lès-Béziers                                                                                  | CC la Domitienne                                            | 38,46            | 5 185 (2022)                      | 135                | modifier les données · modifier les données |
| Cébazan                                  | 34070      | 34360                   | Béziers        | Saint-Pons-de-Thomières                                                                              | CC Sud-Hérault                                              | 13,03            | 637 (2022)                        | 49                 | modifier les données · modifier les données |
| Ceilhes-et-Rocozels                      | 34071      | 34260                   | Béziers        | Clermont-l'Hérault                                                                                   | CC Grand Orb                                                | 27,82            | 247 (2022)                        | 8,9                | modifier les données · modifier les données |
| Celles                                   | 34072      | 34700                   | Lodève         | Lodève                                                                                               | CC Lodévois et Larzac                                       | 7,56             | 25 (2022)                         | 3,3                | modifier les données · modifier les données |
| Cers                                     | 34073      | 34420                   | Béziers        | Béziers-3                                                                                            | CA Béziers Méditerranée                                     | 7,85             | 2 523 (2022)                      | 321                | modifier les données · modifier les données |
| Cessenon-sur-Orb                         | 34074      | 34460                   | Béziers        | Saint-Pons-de-Thomières                                                                              | CC Sud-Hérault                                              | 37,29            | 2 390 (2022)                      | 64                 | modifier les données · modifier les données |
| Cesseras                                 | 34075      | 34210                   | Béziers        | Saint-Pons-de-Thomières                                                                              | CC du Minervois au Caroux                                   | 15,07            | 432 (2022)                        | 29                 | modifier les données · modifier les données |
| Ceyras                                   | 34076      | 34800                   | Lodève         | Clermont-l'Hérault                                                                                   | CC du Clermontais                                           | 6,96             | 1 389 (2022)                      | 200                | modifier les données · modifier les données |
| Clapiers                                 | 34077      | 34830                   | Montpellier    | Montpellier - Castelnau-le-Lez                                                                       | Montpellier Méditerranée Métropole                          | 7,69             | 6 010 (2022)                      | 782                | modifier les données · modifier les données |
| Claret                                   | 34078      | 34270                   | Lodève         | Lodève                                                                                               | CC du Grand Pic Saint-Loup                                  | 28,27            | 1 697 (2022)                      | 60                 | modifier les données · modifier les données |
| Clermont-l'Hérault                       | 34079      | 34800                   | Lodève         | Clermont-l'Hérault                                                                                   | CC du Clermontais                                           | 32,49            | 9 372 (2022)                      | 288                | modifier les données · modifier les données |
| Colombières-sur-Orb                      | 34080      | 34390                   | Béziers        | Saint-Pons-de-Thomières                                                                              | CC du Minervois au Caroux                                   | 8,11             | 494 (2022)                        | 61                 | modifier les données · modifier les données |
| Colombiers                               | 34081      | 34440                   | Béziers        | Cazouls-lès-Béziers                                                                                  | CC la Domitienne                                            | 10,14            | 2 755 (2022)                      | 272                | modifier les données · modifier les données |
| Combaillaux                              | 34082      | 34980                   | Lodève         | Saint-Gély-du-Fesc                                                                                   | CC du Grand Pic Saint-Loup                                  | 9,06             | 1 961 (2022)                      | 216                | modifier les données · modifier les données |
| Combes                                   | 34083      | 34240                   | Béziers        | Clermont-l'Hérault                                                                                   | CC Grand Orb                                                | 10,97            | 321 (2022)                        | 29                 | modifier les données · modifier les données |
| Corneilhan                               | 34084      | 34490                   | Béziers        | Béziers-2                                                                                            | CA Béziers Méditerranée                                     | 14,23            | 1 632 (2022)                      | 115                | modifier les données · modifier les données |
| Coulobres                                | 34085      | 34290                   | Béziers        | Pézenas                                                                                              | CA Béziers Méditerranée                                     | 2,99             | 371 (2022)                        | 124                | modifier les données · modifier les données |
| Courniou                                 | 34086      | 34220                   | Béziers        | Saint-Pons-de-Thomières                                                                              | CC du Minervois au Caroux                                   | 30,06            | 615 (2022)                        | 20                 | modifier les données · modifier les données |
| Cournonsec                               | 34087      | 34660                   | Montpellier    | Pignan                                                                                               | Montpellier Méditerranée Métropole                          | 12,06            | 3 583 (2022)                      | 297                | modifier les données · modifier les données |
| Cournonterral                            | 34088      | 34660                   | Montpellier    | Pignan                                                                                               | Montpellier Méditerranée Métropole                          | 28,62            | 7 019 (2022)                      | 245                | modifier les données · modifier les données |
| Creissan                                 | 34089      | 34370                   | Béziers        | Saint-Pons-de-Thomières                                                                              | CC Sud-Hérault                                              | 8,89             | 1 404 (2022)                      | 158                | modifier les données · modifier les données |
| Le Crès                                  | 34090      | 34920                   | Montpellier    | Le Crès                                                                                              | Montpellier Méditerranée Métropole                          | 5,84             | 9 267 (2022)                      | 1 587              | modifier les données · modifier les données |
| Le Cros                                  | 34091      | 34520                   | Lodève         | Lodève                                                                                               | CC Lodévois et Larzac                                       | 22,45            | 57 (2022)                         | 2,5                | modifier les données · modifier les données |
| Cruzy                                    | 34092      | 34310                   | Béziers        | Saint-Pons-de-Thomières                                                                              | CC Sud-Hérault                                              | 25,85            | 954 (2022)                        | 37                 | modifier les données · modifier les données |
| Entre-Vignes                             | 34246      | 34400                   | Montpellier    | Lunel                                                                                                | CA Lunel Agglo                                              | 16,80            | 2 186 (2022)                      | 130                | modifier les données · modifier les données |
| Espondeilhan                             | 34094      | 34290                   | Béziers        | Béziers-3                                                                                            | CA Béziers Méditerranée                                     | 5,08             | 1 176 (2022)                      | 231                | modifier les données · modifier les données |
| Fabrègues                                | 34095      | 34690                   | Montpellier    | Pignan                                                                                               | Montpellier Méditerranée Métropole                          | 31,46            | 7 200 (2022)                      | 229                | modifier les données · modifier les données |
| Faugères                                 | 34096      | 34600                   | Béziers        | Cazouls-lès-Béziers                                                                                  | CC Les Avant-Monts                                          | 26,06            | 555 (2022)                        | 21                 | modifier les données · modifier les données |
| Félines-Minervois                        | 34097      | 34210                   | Béziers        | Saint-Pons-de-Thomières                                                                              | CC du Minervois au Caroux                                   | 29,87            | 505 (2022)                        | 17                 | modifier les données · modifier les données |
| Ferrals-les-Montagnes                    | 34098      | 34210                   | Béziers        | Saint-Pons-de-Thomières                                                                              | CC du Minervois au Caroux                                   | 25,78            | 147 (2022)                        | 5,7                | modifier les données · modifier les données |
| Ferrières-les-Verreries                  | 34099      | 34190                   | Lodève         | Lodève                                                                                               | CC du Grand Pic Saint-Loup                                  | 17,42            | 46 (2022)                         | 2,6                | modifier les données · modifier les données |
| Ferrières-Poussarou                      | 34100      | 34360                   | Béziers        | Saint-Pons-de-Thomières                                                                              | CC du Minervois au Caroux                                   | 26,01            | 67 (2022)                         | 2,6                | modifier les données · modifier les données |
| Florensac                                | 34101      | 34510                   | Béziers        | Pézenas                                                                                              | CA Hérault Méditerranée                                     | 35,71            | 5 138 (2022)                      | 144                | modifier les données · modifier les données |
| Fontanès                                 | 34102      | 34270                   | Lodève         | Lodève                                                                                               | CC du Grand Pic Saint-Loup                                  | 8,18             | 355 (2022)                        | 43                 | modifier les données · modifier les données |
| Fontès                                   | 34103      | 34320                   | Lodève         | Mèze                                                                                                 | CC du Clermontais                                           | 17,70            | 1 059 (2022)                      | 60                 | modifier les données · modifier les données |
| Fos                                      | 34104      | 34320                   | Béziers        | Cazouls-lès-Béziers                                                                                  | CC Les Avant-Monts                                          | 6,58             | 131 (2022)                        | 20                 | modifier les données · modifier les données |
| Fouzilhon                                | 34105      | 34480                   | Béziers        | Cazouls-lès-Béziers                                                                                  | CC Les Avant-Monts                                          | 5,39             | 247 (2022)                        | 46                 | modifier les données · modifier les données |
| Fozières                                 | 34106      | 34700                   | Lodève         | Lodève                                                                                               | CC Lodévois et Larzac                                       | 5,43             | 193 (2022)                        | 36                 | modifier les données · modifier les données |
| Fraisse-sur-Agout                        | 34107      | 34330                   | Béziers        | Saint-Pons-de-Thomières                                                                              | CC des Monts de Lacaune et de la Montagne du Haut Languedoc | 58,46            | 337 (2022)                        | 5,8                | modifier les données · modifier les données |
| Frontignan                               | 34108      | 34110                   | Montpellier    | Frontignan                                                                                           | CA Sète Agglopôle Méditerranée                              | 31,72            | 23 788 (2022)                     | 750                | modifier les données · modifier les données |
| Gabian                                   | 34109      | 34320                   | Béziers        | Cazouls-lès-Béziers                                                                                  | CC Les Avant-Monts                                          | 15,96            | 864 (2022)                        | 54                 | modifier les données · modifier les données |
| Galargues                                | 34110      | 34160                   | Montpellier    | Lunel                                                                                                | CA Lunel Agglo                                              | 11,43            | 755 (2022)                        | 66                 | modifier les données · modifier les données |
| Ganges                                   | 34111      | 34190                   | Lodève         | Lodève                                                                                               | CC des Cévennes gangeoises et suménoises                    | 7,16             | 3 854 (2022)                      | 538                | modifier les données · modifier les données |
| Garrigues                                | 34112      | 34160                   | Montpellier    | Lunel                                                                                                | CA Lunel Agglo                                              | 4,92             | 232 (2022)                        | 47                 | modifier les données · modifier les données |
| Gigean                                   | 34113      | 34770                   | Montpellier    | Frontignan                                                                                           | CA Sète Agglopôle Méditerranée                              | 16,56            | 6 559 (2022)                      | 396                | modifier les données · modifier les données |
| Gignac                                   | 34114      | 34150                   | Lodève         | Gignac                                                                                               | CC Vallée de l'Hérault                                      | 29,85            | 6 713 (2022)                      | 225                | modifier les données · modifier les données |
| Gorniès                                  | 34115      | 34190                   | Lodève         | Lodève                                                                                               | CC des Cévennes gangeoises et suménoises                    | 29,31            | 107 (2022)                        | 3,7                | modifier les données · modifier les données |
| Grabels                                  | 34116      | 34790                   | Montpellier    | Montpellier-1                                                                                        | Montpellier Méditerranée Métropole                          | 16,24            | 9 060 (2022)                      | 558                | modifier les données · modifier les données |
| Graissessac                              | 34117      | 34260                   | Béziers        | Clermont-l'Hérault                                                                                   | CC Grand Orb                                                | 10,03            | 569 (2022)                        | 57                 | modifier les données · modifier les données |
| La Grande-Motte                          | 34344      | 34280                   | Montpellier    | Mauguio                                                                                              | CA du Pays de l'Or                                          | 10,58            | 8 508 (2022)                      | 804                | modifier les données · modifier les données |
| Guzargues                                | 34118      | 34820                   | Lodève         | Saint-Gély-du-Fesc                                                                                   | CC du Grand Pic Saint-Loup                                  | 11,73            | 497 (2022)                        | 42                 | modifier les données · modifier les données |
| Hérépian                                 | 34119      | 34600                   | Béziers        | Clermont-l'Hérault                                                                                   | CC Grand Orb                                                | 8,77             | 1 559 (2022)                      | 178                | modifier les données · modifier les données |
| Jacou                                    | 34120      | 34830                   | Montpellier    | Montpellier - Castelnau-le-Lez                                                                       | Montpellier Méditerranée Métropole                          | 3,43             | 6 964 (2022)                      | 2 030              | modifier les données · modifier les données |
| Joncels                                  | 34121      | 34650                   | Béziers        | Clermont-l'Hérault                                                                                   | CC Grand Orb                                                | 46,24            | 261 (2022)                        | 5,6                | modifier les données · modifier les données |
| Jonquières                               | 34122      | 34725                   | Lodève         | Gignac                                                                                               | CC Vallée de l'Hérault                                      | 2,05             | 588 (2022)                        | 287                | modifier les données · modifier les données |
| Juvignac                                 | 34123      | 34990                   | Montpellier    | Lattes                                                                                               | Montpellier Méditerranée Métropole                          | 10,83            | 13 776 (2022)                     | 1 272              | modifier les données · modifier les données |
| Lacoste                                  | 34124      | 34800                   | Lodève         | Clermont-l'Hérault                                                                                   | CC du Clermontais                                           | 7,46             | 312 (2022)                        | 42                 | modifier les données · modifier les données |
| Lagamas                                  | 34125      | 34150                   | Lodève         | Gignac                                                                                               | CC Vallée de l'Hérault                                      | 4,52             | 110 (2022)                        | 24                 | modifier les données · modifier les données |
| Lamalou-les-Bains                        | 34126      | 34240                   | Béziers        | Clermont-l'Hérault                                                                                   | CC Grand Orb                                                | 6,18             | 2 421 (2022)                      | 392                | modifier les données · modifier les données |
| Lansargues                               | 34127      | 34130                   | Montpellier    | Mauguio                                                                                              | CA du Pays de l'Or                                          | 18,39            | 3 130 (2022)                      | 170                | modifier les données · modifier les données |
| Laroque                                  | 34128      | 34190                   | Lodève         | Lodève                                                                                               | CC des Cévennes gangeoises et suménoises                    | 6,63             | 1 670 (2022)                      | 252                | modifier les données · modifier les données |
| Lattes                                   | 34129      | 34970                   | Montpellier    | Lattes                                                                                               | Montpellier Méditerranée Métropole                          | 27,83            | 17 592 (2022)                     | 632                | modifier les données · modifier les données |
| Laurens                                  | 34130      | 34480                   | Béziers        | Cazouls-lès-Béziers                                                                                  | CC Les Avant-Monts                                          | 16,39            | 1 794 (2022)                      | 109                | modifier les données · modifier les données |
| Lauret                                   | 34131      | 34270                   | Lodève         | Lodève                                                                                               | CC du Grand Pic Saint-Loup                                  | 6,67             | 621 (2022)                        | 93                 | modifier les données · modifier les données |
| Lauroux                                  | 34132      | 34700                   | Lodève         | Lodève                                                                                               | CC Lodévois et Larzac                                       | 26,42            | 208 (2022)                        | 7,9                | modifier les données · modifier les données |
| Lavalette                                | 34133      | 34700                   | Lodève         | Lodève                                                                                               | CC Lodévois et Larzac                                       | 8,54             | 55 (2022)                         | 6,4                | modifier les données · modifier les données |
| Lavérune                                 | 34134      | 34880                   | Montpellier    | Lattes                                                                                               | Montpellier Méditerranée Métropole                          | 7,18             | 3 298 (2022)                      | 459                | modifier les données · modifier les données |
| Lespignan                                | 34135      | 34710                   | Béziers        | Béziers-1                                                                                            | CC la Domitienne                                            | 22,92            | 3 355 (2022)                      | 146                | modifier les données · modifier les données |
| Lézignan-la-Cèbe                         | 34136      | 34120                   | Béziers        | Mèze                                                                                                 | CA Hérault Méditerranée                                     | 6,13             | 1 569 (2022)                      | 256                | modifier les données · modifier les données |
| Liausson                                 | 34137      | 34800                   | Lodève         | Clermont-l'Hérault                                                                                   | CC du Clermontais                                           | 7,95             | 153 (2022)                        | 19                 | modifier les données · modifier les données |
| Lieuran-Cabrières                        | 34138      | 34800                   | Lodève         | Mèze                                                                                                 | CC du Clermontais                                           | 6,13             | 338 (2022)                        | 55                 | modifier les données · modifier les données |
| Lieuran-lès-Béziers                      | 34139      | 34290                   | Béziers        | Béziers-3                                                                                            | CA Béziers Méditerranée                                     | 8,51             | 1 483 (2022)                      | 174                | modifier les données · modifier les données |
| Lignan-sur-Orb                           | 34140      | 34490                   | Béziers        | Béziers-2                                                                                            | CA Béziers Méditerranée                                     | 3,41             | 3 227 (2022)                      | 946                | modifier les données · modifier les données |
| La Livinière                             | 34141      | 34210                   | Béziers        | Saint-Pons-de-Thomières                                                                              | CC du Minervois au Caroux                                   | 31,56            | 526 (2022)                        | 17                 | modifier les données · modifier les données |
| Lodève                                   | 34142      | 34700                   | Lodève         | Lodève                                                                                               | CC Lodévois et Larzac                                       | 23,17            | 7 202 (2022)                      | 311                | modifier les données · modifier les données |
| Loupian                                  | 34143      | 34140                   | Montpellier    | Mèze                                                                                                 | CA Sète Agglopôle Méditerranée                              | 16,00            | 2 179 (2022)                      | 136                | modifier les données · modifier les données |
| Lunas-les-Châteaux                       | 34144      | 34650                   | Béziers        | Clermont-l'Hérault                                                                                   | CC Grand Orb                                                | 63,66            | 822 (2022)                        | 13                 | modifier les données · modifier les données |
| Lunel                                    | 34145      | 34400                   | Montpellier    | Lunel                                                                                                | CA Lunel Agglo                                              | 23,90            | 26 380 (2022)                     | 1 104              | modifier les données · modifier les données |
| Lunel-Viel                               | 34146      | 34400                   | Montpellier    | Lunel                                                                                                | CA Lunel Agglo                                              | 11,97            | 4 497 (2022)                      | 376                | modifier les données · modifier les données |
| Magalas                                  | 34147      | 34480                   | Béziers        | Cazouls-lès-Béziers                                                                                  | CC Les Avant-Monts                                          | 20,76            | 3 531 (2022)                      | 170                | modifier les données · modifier les données |
| Maraussan                                | 34148      | 34370                   | Béziers        | Cazouls-lès-Béziers                                                                                  | CC la Domitienne                                            | 12,37            | 4 693 (2022)                      | 379                | modifier les données · modifier les données |
| Margon                                   | 34149      | 34320                   | Béziers        | Cazouls-lès-Béziers                                                                                  | CC Les Avant-Monts                                          | 4,47             | 775 (2022)                        | 173                | modifier les données · modifier les données |
| Marseillan                               | 34150      | 34340                   | Montpellier    | Agde                                                                                                 | CA Sète Agglopôle Méditerranée                              | 51,71            | 8 047 (2022)                      | 156                | modifier les données · modifier les données |
| Marsillargues                            | 34151      | 34590                   | Montpellier    | Lunel                                                                                                | CA Lunel Agglo                                              | 42,71            | 6 787 (2022)                      | 159                | modifier les données · modifier les données |
| Mas-de-Londres                           | 34152      | 34380                   | Lodève         | Lodève                                                                                               | CC du Grand Pic Saint-Loup                                  | 19,06            | 673 (2022)                        | 35                 | modifier les données · modifier les données |
| Les Matelles                             | 34153      | 34270                   | Lodève         | Saint-Gély-du-Fesc                                                                                   | CC du Grand Pic Saint-Loup                                  | 16,81            | 2 068 (2022)                      | 123                | modifier les données · modifier les données |
| Mauguio                                  | 34154      | 34130                   | Montpellier    | Mauguio                                                                                              | CA du Pays de l'Or                                          | 49,56            | 16 417 (2022)                     | 331                | modifier les données · modifier les données |
| Maureilhan                               | 34155      | 34370                   | Béziers        | Cazouls-lès-Béziers                                                                                  | CC la Domitienne                                            | 10,55            | 2 465 (2022)                      | 234                | modifier les données · modifier les données |
| Mérifons                                 | 34156      | 34800                   | Lodève         | Clermont-l'Hérault                                                                                   | CC du Clermontais                                           | 6,74             | 57 (2022)                         | 8,5                | modifier les données · modifier les données |
| Mèze                                     | 34157      | 34140                   | Montpellier    | Mèze                                                                                                 | CA Sète Agglopôle Méditerranée                              | 34,59            | 12 711 (2022)                     | 367                | modifier les données · modifier les données |
| Minerve                                  | 34158      | 34210                   | Béziers        | Saint-Pons-de-Thomières                                                                              | CC du Minervois au Caroux                                   | 27,89            | 96 (2022)                         | 3,4                | modifier les données · modifier les données |
| Mireval                                  | 34159      | 34110                   | Montpellier    | Frontignan                                                                                           | CA Sète Agglopôle Méditerranée                              | 11,05            | 3 301 (2022)                      | 299                | modifier les données · modifier les données |
| Mons                                     | 34160      | 34390                   | Béziers        | Saint-Pons-de-Thomières                                                                              | CC du Minervois au Caroux                                   | 22,32            | 671 (2022)                        | 30                 | modifier les données · modifier les données |
| Montady                                  | 34161      | 34310                   | Béziers        | Cazouls-lès-Béziers                                                                                  | CC la Domitienne                                            | 9,95             | 4 020 (2022)                      | 404                | modifier les données · modifier les données |
| Montagnac                                | 34162      | 34530                   | Béziers        | Mèze                                                                                                 | CA Hérault Méditerranée                                     | 39,81            | 4 465 (2022)                      | 112                | modifier les données · modifier les données |
| Montarnaud                               | 34163      | 34570                   | Lodève         | Gignac                                                                                               | CC Vallée de l'Hérault                                      | 27,53            | 4 186 (2022)                      | 152                | modifier les données · modifier les données |
| Montaud                                  | 34164      | 34160                   | Montpellier    | Le Crès                                                                                              | Montpellier Méditerranée Métropole                          | 12,92            | 1 024 (2022)                      | 79                 | modifier les données · modifier les données |
| Montbazin                                | 34165      | 34560                   | Montpellier    | Mèze                                                                                                 | CA Sète Agglopôle Méditerranée                              | 21,13            | 2 903 (2022)                      | 137                | modifier les données · modifier les données |
| Montblanc                                | 34166      | 34290                   | Béziers        | Pézenas                                                                                              | CA Béziers Méditerranée                                     | 26,94            | 2 896 (2022)                      | 107                | modifier les données · modifier les données |
| Montels                                  | 34167      | 34310                   | Béziers        | Saint-Pons-de-Thomières                                                                              | CC Sud-Hérault                                              | 7,30             | 243 (2022)                        | 33                 | modifier les données · modifier les données |
| Montesquieu                              | 34168      | 34320                   | Béziers        | Cazouls-lès-Béziers                                                                                  | CC Les Avant-Monts                                          | 14,47            | 76 (2022)                         | 5,3                | modifier les données · modifier les données |
| Montferrier-sur-Lez                      | 34169      | 34980                   | Montpellier    | Montpellier - Castelnau-le-Lez                                                                       | Montpellier Méditerranée Métropole                          | 7,70             | 4 117 (2022)                      | 535                | modifier les données · modifier les données |
| Montouliers                              | 34170      | 34310                   | Béziers        | Saint-Pons-de-Thomières                                                                              | CC Sud-Hérault                                              | 7,70             | 232 (2022)                        | 30                 | modifier les données · modifier les données |
| Montoulieu                               | 34171      | 34190                   | Lodève         | Lodève                                                                                               | CC des Cévennes gangeoises et suménoises                    | 16,10            | 183 (2022)                        | 11                 | modifier les données · modifier les données |
| Montpeyroux                              | 34173      | 34150                   | Lodève         | Gignac                                                                                               | CC Vallée de l'Hérault                                      | 22,42            | 1 418 (2022)                      | 63                 | modifier les données · modifier les données |
| Moulès-et-Baucels                        | 34174      | 34190                   | Lodève         | Lodève                                                                                               | CC des Cévennes gangeoises et suménoises                    | 22,78            | 855 (2022)                        | 38                 | modifier les données · modifier les données |
| Mourèze                                  | 34175      | 34800                   | Lodève         | Clermont-l'Hérault                                                                                   | CC du Clermontais                                           | 13,44            | 190 (2022)                        | 14                 | modifier les données · modifier les données |
| Mudaison                                 | 34176      | 34130                   | Montpellier    | Mauguio                                                                                              | CA du Pays de l'Or                                          | 8,10             | 2 954 (2022)                      | 365                | modifier les données · modifier les données |
| Murles                                   | 34177      | 34980                   | Lodève         | Saint-Gély-du-Fesc                                                                                   | CC du Grand Pic Saint-Loup                                  | 24,06            | 353 (2022)                        | 15                 | modifier les données · modifier les données |
| Murviel-lès-Béziers                      | 34178      | 34490                   | Béziers        | Cazouls-lès-Béziers                                                                                  | CC Les Avant-Monts                                          | 32,36            | 3 038 (2022)                      | 94                 | modifier les données · modifier les données |
| Murviel-lès-Montpellier                  | 34179      | 34570                   | Montpellier    | Pignan                                                                                               | Montpellier Méditerranée Métropole                          | 10,11            | 2 002 (2022)                      | 198                | modifier les données · modifier les données |
| Nébian                                   | 34180      | 34800                   | Lodève         | Clermont-l'Hérault                                                                                   | CC du Clermontais                                           | 9,79             | 1 573 (2022)                      | 161                | modifier les données · modifier les données |
| Neffiès                                  | 34181      | 34320                   | Béziers        | Cazouls-lès-Béziers                                                                                  | CC Les Avant-Monts                                          | 10,92            | 1 018 (2022)                      | 93                 | modifier les données · modifier les données |
| Nézignan-l'Évêque                        | 34182      | 34120                   | Béziers        | Pézenas                                                                                              | CA Hérault Méditerranée                                     | 4,33             | 1 730 (2022)                      | 400                | modifier les données · modifier les données |
| Nissan-lez-Enserune                      | 34183      | 34440                   | Béziers        | Béziers-1                                                                                            | CC la Domitienne                                            | 29,74            | 4 077 (2022)                      | 137                | modifier les données · modifier les données |
| Nizas                                    | 34184      | 34320                   | Béziers        | Mèze                                                                                                 | CA Hérault Méditerranée                                     | 8,53             | 661 (2022)                        | 77                 | modifier les données · modifier les données |
| Notre-Dame-de-Londres                    | 34185      | 34380                   | Lodève         | Lodève                                                                                               | CC du Grand Pic Saint-Loup                                  | 28,15            | 523 (2022)                        | 19                 | modifier les données · modifier les données |
| Octon                                    | 34186      | 34800                   | Lodève         | Clermont-l'Hérault                                                                                   | CC du Clermontais                                           | 21,81            | 520 (2022)                        | 24                 | modifier les données · modifier les données |
| Olargues                                 | 34187      | 34390                   | Béziers        | Saint-Pons-de-Thomières                                                                              | CC du Minervois au Caroux                                   | 18,60            | 493 (2022)                        | 27                 | modifier les données · modifier les données |
| Olmet-et-Villecun                        | 34188      | 34700                   | Lodève         | Lodève                                                                                               | CC Lodévois et Larzac                                       | 9,55             | 166 (2022)                        | 17                 | modifier les données · modifier les données |
| Olonzac                                  | 34189      | 34210                   | Béziers        | Saint-Pons-de-Thomières                                                                              | CC du Minervois au Caroux                                   | 18,95            | 1 683 (2022)                      | 89                 | modifier les données · modifier les données |
| Oupia                                    | 34190      | 34210                   | Béziers        | Saint-Pons-de-Thomières                                                                              | CC du Minervois au Caroux                                   | 9,04             | 276 (2022)                        | 31                 | modifier les données · modifier les données |
| Pailhès                                  | 34191      | 34490                   | Béziers        | Cazouls-lès-Béziers                                                                                  | CC Les Avant-Monts                                          | 6,00             | 608 (2022)                        | 101                | modifier les données · modifier les données |
| Palavas-les-Flots                        | 34192      | 34250                   | Montpellier    | Mauguio                                                                                              | CA du Pays de l'Or                                          | 2,38             | 6 007 (2022)                      | 2 524              | modifier les données · modifier les données |
| Pardailhan                               | 34193      | 34360                   | Béziers        | Saint-Pons-de-Thomières                                                                              | CC du Minervois au Caroux                                   | 41,18            | 171 (2022)                        | 4,2                | modifier les données · modifier les données |
| Paulhan                                  | 34194      | 34230                   | Lodève         | Clermont-l'Hérault                                                                                   | CC du Clermontais                                           | 11,26            | 4 022 (2022)                      | 357                | modifier les données · modifier les données |
| Pégairolles-de-Buèges                    | 34195      | 34380                   | Lodève         | Lodève                                                                                               | CC du Grand Pic Saint-Loup                                  | 13,35            | 55 (2022)                         | 4,1                | modifier les données · modifier les données |
| Pégairolles-de-l'Escalette               | 34196      | 34700                   | Lodève         | Lodève                                                                                               | CC Lodévois et Larzac                                       | 32,13            | 152 (2022)                        | 4,7                | modifier les données · modifier les données |
| Péret                                    | 34197      | 34800                   | Lodève         | Mèze                                                                                                 | CC du Clermontais                                           | 10,97            | 1 131 (2022)                      | 103                | modifier les données · modifier les données |
| Pérols                                   | 34198      | 34470                   | Montpellier    | Lattes                                                                                               | Montpellier Méditerranée Métropole                          | 6,01             | 9 541 (2022)                      | 1 588              | modifier les données · modifier les données |
| Pézenas                                  | 34199      | 34120                   | Béziers        | Pézenas                                                                                              | CA Hérault Méditerranée                                     | 29,56            | 7 789 (2022)                      | 263                | modifier les données · modifier les données |
| Pézènes-les-Mines                        | 34200      | 34600                   | Béziers        | Clermont-l'Hérault                                                                                   | CC Grand Orb                                                | 26,87            | 236 (2022)                        | 8,8                | modifier les données · modifier les données |
| Pierrerue                                | 34201      | 34360                   | Béziers        | Saint-Pons-de-Thomières                                                                              | CC Sud-Hérault                                              | 11,70            | 293 (2022)                        | 25                 | modifier les données · modifier les données |
| Pignan                                   | 34202      | 34570                   | Montpellier    | Pignan                                                                                               | Montpellier Méditerranée Métropole                          | 20,32            | 8 326 (2022)                      | 410                | modifier les données · modifier les données |
| Pinet                                    | 34203      | 34850                   | Béziers        | Pézenas                                                                                              | CA Hérault Méditerranée                                     | 8,83             | 2 012 (2022)                      | 228                | modifier les données · modifier les données |
| Plaissan                                 | 34204      | 34230                   | Lodève         | Gignac                                                                                               | CC Vallée de l'Hérault                                      | 5,79             | 1 610 (2022)                      | 278                | modifier les données · modifier les données |
| Les Plans                                | 34205      | 34700                   | Lodève         | Lodève                                                                                               | CC Lodévois et Larzac                                       | 18,12            | 317 (2022)                        | 17                 | modifier les données · modifier les données |
| Poilhes                                  | 34206      | 34310                   | Béziers        | Saint-Pons-de-Thomières                                                                              | CC Sud-Hérault                                              | 5,95             | 534 (2022)                        | 90                 | modifier les données · modifier les données |
| Pomérols                                 | 34207      | 34810                   | Béziers        | Pézenas                                                                                              | CA Hérault Méditerranée                                     | 11,01            | 2 255 (2022)                      | 205                | modifier les données · modifier les données |
| Popian                                   | 34208      | 34230                   | Lodève         | Gignac                                                                                               | CC Vallée de l'Hérault                                      | 5,86             | 368 (2022)                        | 63                 | modifier les données · modifier les données |
| Portiragnes                              | 34209      | 34420                   | Béziers        | Agde                                                                                                 | CA Hérault Méditerranée                                     | 20,16            | 3 388 (2022)                      | 168                | modifier les données · modifier les données |
| Le Pouget                                | 34210      | 34230                   | Lodève         | Gignac                                                                                               | CC Vallée de l'Hérault                                      | 13,91            | 2 101 (2022)                      | 151                | modifier les données · modifier les données |
| Le Poujol-sur-Orb                        | 34211      | 34600                   | Béziers        | Clermont-l'Hérault                                                                                   | CC Grand Orb                                                | 4,58             | 944 (2022)                        | 206                | modifier les données · modifier les données |
| Poujols                                  | 34212      | 34700                   | Lodève         | Lodève                                                                                               | CC Lodévois et Larzac                                       | 2,86             | 183 (2022)                        | 64                 | modifier les données · modifier les données |
| Poussan                                  | 34213      | 34560                   | Montpellier    | Mèze                                                                                                 | CA Sète Agglopôle Méditerranée                              | 30,08            | 6 540 (2022)                      | 217                | modifier les données · modifier les données |
| Pouzolles                                | 34214      | 34480                   | Béziers        | Cazouls-lès-Béziers                                                                                  | CC Les Avant-Monts                                          | 10,01            | 1 214 (2022)                      | 121                | modifier les données · modifier les données |
| Pouzols                                  | 34215      | 34230                   | Lodève         | Gignac                                                                                               | CC Vallée de l'Hérault                                      | 2,96             | 956 (2022)                        | 323                | modifier les données · modifier les données |
| Le Pradal                                | 34216      | 34600                   | Béziers        | Clermont-l'Hérault                                                                                   | CC Grand Orb                                                | 3,80             | 325 (2022)                        | 86                 | modifier les données · modifier les données |
| Prades-le-Lez                            | 34217      | 34730                   | Montpellier    | Saint-Gély-du-Fesc                                                                                   | Montpellier Méditerranée Métropole                          | 8,88             | 6 207 (2022)                      | 699                | modifier les données · modifier les données |
| Prades-sur-Vernazobre                    | 34218      | 34360                   | Béziers        | Saint-Pons-de-Thomières                                                                              | CC Sud-Hérault                                              | 19,98            | 369 (2022)                        | 18                 | modifier les données · modifier les données |
| Prémian                                  | 34219      | 34390                   | Béziers        | Saint-Pons-de-Thomières                                                                              | CC du Minervois au Caroux                                   | 16,69            | 484 (2022)                        | 29                 | modifier les données · modifier les données |
| Le Puech                                 | 34220      | 34700                   | Lodève         | Lodève                                                                                               | CC Lodévois et Larzac                                       | 15,86            | 260 (2022)                        | 16                 | modifier les données · modifier les données |
| Puéchabon                                | 34221      | 34150                   | Lodève         | Gignac                                                                                               | CC Vallée de l'Hérault                                      | 31,26            | 507 (2022)                        | 16                 | modifier les données · modifier les données |
| Puilacher                                | 34222      | 34230                   | Lodève         | Gignac                                                                                               | CC Vallée de l'Hérault                                      | 2,68             | 644 (2022)                        | 240                | modifier les données · modifier les données |
| Puimisson                                | 34223      | 34480                   | Béziers        | Cazouls-lès-Béziers                                                                                  | CC Les Avant-Monts                                          | 6,38             | 1 218 (2022)                      | 191                | modifier les données · modifier les données |
| Puissalicon                              | 34224      | 34480                   | Béziers        | Pézenas                                                                                              | CC Les Avant-Monts                                          | 13,05            | 1 352 (2022)                      | 104                | modifier les données · modifier les données |
| Puisserguier                             | 34225      | 34620                   | Béziers        | Saint-Pons-de-Thomières                                                                              | CC Sud-Hérault                                              | 28,27            | 3 034 (2022)                      | 107                | modifier les données · modifier les données |
| Quarante                                 | 34226      | 34310                   | Béziers        | Saint-Pons-de-Thomières                                                                              | CC Sud-Hérault                                              | 30,05            | 1 788 (2022)                      | 60                 | modifier les données · modifier les données |
| Restinclières                            | 34227      | 34160                   | Montpellier    | Le Crès                                                                                              | Montpellier Méditerranée Métropole                          | 6,53             | 2 573 (2022)                      | 394                | modifier les données · modifier les données |
| Rieussec                                 | 34228      | 34220                   | Béziers        | Saint-Pons-de-Thomières                                                                              | CC du Minervois au Caroux                                   | 22,20            | 82 (2022)                         | 3,7                | modifier les données · modifier les données |
| Riols                                    | 34229      | 34220                   | Béziers        | Saint-Pons-de-Thomières                                                                              | CC du Minervois au Caroux                                   | 56,02            | 714 (2022)                        | 13                 | modifier les données · modifier les données |
| Les Rives                                | 34230      | 34520                   | Lodève         | Lodève                                                                                               | CC Lodévois et Larzac                                       | 23,79            | 151 (2022)                        | 6,3                | modifier les données · modifier les données |
| Romiguières                              | 34231      | 34650                   | Lodève         | Lodève                                                                                               | CC Lodévois et Larzac                                       | 3,45             | 23 (2022)                         | 6,7                | modifier les données · modifier les données |
| Roquebrun                                | 34232      | 34460                   | Béziers        | Saint-Pons-de-Thomières                                                                              | CC du Minervois au Caroux                                   | 39,64            | 603 (2022)                        | 15                 | modifier les données · modifier les données |
| Roqueredonde                             | 34233      | 34650                   | Lodève         | Lodève                                                                                               | CC Lodévois et Larzac                                       | 22,71            | 211 (2022)                        | 9,3                | modifier les données · modifier les données |
| Roquessels                               | 34234      | 34320                   | Béziers        | Cazouls-lès-Béziers                                                                                  | CC Les Avant-Monts                                          | 8,98             | 111 (2022)                        | 12                 | modifier les données · modifier les données |
| Rosis                                    | 34235      | 34610                   | Béziers        | Saint-Pons-de-Thomières                                                                              | CC des Monts de Lacaune et de la Montagne du Haut Languedoc | 52,91            | 271 (2022)                        | 5,1                | modifier les données · modifier les données |
| Rouet                                    | 34236      | 34380                   | Lodève         | Lodève                                                                                               | CC du Grand Pic Saint-Loup                                  | 24,77            | 69 (2022)                         | 2,8                | modifier les données · modifier les données |
| Roujan                                   | 34237      | 34320                   | Béziers        | Cazouls-lès-Béziers                                                                                  | CC Les Avant-Monts                                          | 17,02            | 2 297 (2022)                      | 135                | modifier les données · modifier les données |
| Saint-André-de-Buèges                    | 34238      | 34190                   | Lodève         | Lodève                                                                                               | CC du Grand Pic Saint-Loup                                  | 15,26            | 47 (2022)                         | 3,1                | modifier les données · modifier les données |
| Saint-André-de-Sangonis                  | 34239      | 34725                   | Lodève         | Gignac                                                                                               | CC Vallée de l'Hérault                                      | 19,60            | 6 364 (2022)                      | 325                | modifier les données · modifier les données |
| Saint-Aunès                              | 34240      | 34130                   | Montpellier    | Mauguio                                                                                              | CA du Pays de l'Or                                          | 12,32            | 4 333 (2022)                      | 352                | modifier les données · modifier les données |
| Saint-Bauzille-de-la-Sylve               | 34241      | 34230                   | Lodève         | Gignac                                                                                               | CC Vallée de l'Hérault                                      | 8,63             | 938 (2022)                        | 109                | modifier les données · modifier les données |
| Saint-Bauzille-de-Montmel                | 34242      | 34160                   | Lodève         | Saint-Gély-du-Fesc                                                                                   | CC du Grand Pic Saint-Loup                                  | 21,52            | 1 212 (2022)                      | 56                 | modifier les données · modifier les données |
| Saint-Bauzille-de-Putois                 | 34243      | 34190                   | Lodève         | Lodève                                                                                               | CC des Cévennes gangeoises et suménoises                    | 18,16            | 1 839 (2022)                      | 101                | modifier les données · modifier les données |
| Saint-Brès                               | 34244      | 34670                   | Montpellier    | Le Crès                                                                                              | Montpellier Méditerranée Métropole                          | 4,86             | 3 462 (2022)                      | 712                | modifier les données · modifier les données |
| Saint-Chinian                            | 34245      | 34360                   | Béziers        | Saint-Pons-de-Thomières                                                                              | CC Sud-Hérault                                              | 23,29            | 1 775 (2022)                      | 76                 | modifier les données · modifier les données |
| Saint-Clément-de-Rivière                 | 34247      | 34980                   | Lodève         | Saint-Gély-du-Fesc                                                                                   | CC du Grand Pic Saint-Loup                                  | 12,73            | 5 140 (2022)                      | 404                | modifier les données · modifier les données |
| Saint-Drézéry                            | 34249      | 34160                   | Montpellier    | Le Crès                                                                                              | Montpellier Méditerranée Métropole                          | 10,47            | 2 952 (2022)                      | 282                | modifier les données · modifier les données |
| Saint-Étienne-d'Albagnan                 | 34250      | 34390                   | Béziers        | Saint-Pons-de-Thomières                                                                              | CC du Minervois au Caroux                                   | 22,70            | 301 (2022)                        | 13                 | modifier les données · modifier les données |
| Saint-Étienne-de-Gourgas                 | 34251      | 34700                   | Lodève         | Lodève                                                                                               | CC Lodévois et Larzac                                       | 19,43            | 520 (2022)                        | 27                 | modifier les données · modifier les données |
| Saint-Étienne-Estréchoux                 | 34252      | 34260                   | Béziers        | Clermont-l'Hérault                                                                                   | CC Grand Orb                                                | 3,58             | 257 (2022)                        | 72                 | modifier les données · modifier les données |
| Saint-Félix-de-l'Héras                   | 34253      | 34520                   | Lodève         | Lodève                                                                                               | CC Lodévois et Larzac                                       | 12,92            | 32 (2022)                         | 2,5                | modifier les données · modifier les données |
| Saint-Félix-de-Lodez                     | 34254      | 34725                   | Lodève         | Clermont-l'Hérault                                                                                   | CC du Clermontais                                           | 4,38             | 1 142 (2022)                      | 261                | modifier les données · modifier les données |
| Saint-Gély-du-Fesc                       | 34255      | 34980                   | Lodève         | Saint-Gély-du-Fesc                                                                                   | CC du Grand Pic Saint-Loup                                  | 16,51            | 10 530 (2022)                     | 638                | modifier les données · modifier les données |
| Saint-Geniès-de-Fontedit                 | 34258      | 34480                   | Béziers        | Cazouls-lès-Béziers                                                                                  | CC Les Avant-Monts                                          | 9,24             | 1 695 (2022)                      | 183                | modifier les données · modifier les données |
| Saint-Geniès-de-Varensal                 | 34257      | 34610                   | Béziers        | Clermont-l'Hérault                                                                                   | CC Grand Orb                                                | 12,55            | 216 (2022)                        | 17                 | modifier les données · modifier les données |
| Saint-Geniès-des-Mourgues                | 34256      | 34160                   | Montpellier    | Le Crès                                                                                              | Montpellier Méditerranée Métropole                          | 11,37            | 2 112 (2022)                      | 186                | modifier les données · modifier les données |
| Saint-Georges-d'Orques                   | 34259      | 34680                   | Montpellier    | Pignan                                                                                               | Montpellier Méditerranée Métropole                          | 9,31             | 5 707 (2022)                      | 613                | modifier les données · modifier les données |
| Saint-Gervais-sur-Mare                   | 34260      | 34610                   | Béziers        | Clermont-l'Hérault                                                                                   | CC Grand Orb                                                | 24,29            | 839 (2022)                        | 35                 | modifier les données · modifier les données |
| Saint-Guilhem-le-Désert                  | 34261      | 34150                   | Lodève         | Gignac                                                                                               | CC Vallée de l'Hérault                                      | 38,64            | 243 (2022)                        | 6,3                | modifier les données · modifier les données |
| Saint-Guiraud                            | 34262      | 34725                   | Lodève         | Gignac                                                                                               | CC Vallée de l'Hérault                                      | 6,07             | 273 (2022)                        | 45                 | modifier les données · modifier les données |
| Saint-Hilaire-de-Beauvoir                | 34263      | 34160                   | Lodève         | Saint-Gély-du-Fesc                                                                                   | CC du Grand Pic Saint-Loup                                  | 4,69             | 458 (2022)                        | 98                 | modifier les données · modifier les données |
| Saint-Jean-de-Buèges                     | 34264      | 34380                   | Lodève         | Lodève                                                                                               | CC du Grand Pic Saint-Loup                                  | 16,90            | 211 (2022)                        | 12                 | modifier les données · modifier les données |
| Saint-Jean-de-Cornies                    | 34265      | 34160                   | Lodève         | Saint-Gély-du-Fesc                                                                                   | CC du Grand Pic Saint-Loup                                  | 3,11             | 839 (2022)                        | 270                | modifier les données · modifier les données |
| Saint-Jean-de-Cuculles                   | 34266      | 34270                   | Lodève         | Saint-Gély-du-Fesc                                                                                   | CC du Grand Pic Saint-Loup                                  | 9,09             | 532 (2022)                        | 59                 | modifier les données · modifier les données |
| Saint-Jean-de-Fos                        | 34267      | 34150                   | Lodève         | Gignac                                                                                               | CC Vallée de l'Hérault                                      | 14,19            | 1 743 (2022)                      | 123                | modifier les données · modifier les données |
| Saint-Jean-de-la-Blaquière               | 34268      | 34700                   | Lodève         | Lodève                                                                                               | CC Lodévois et Larzac                                       | 17,22            | 695 (2022)                        | 40                 | modifier les données · modifier les données |
| Saint-Jean-de-Minervois                  | 34269      | 34360                   | Béziers        | Saint-Pons-de-Thomières                                                                              | CC du Minervois au Caroux                                   | 32,70            | 133 (2022)                        | 4,1                | modifier les données · modifier les données |
| Saint-Jean-de-Védas                      | 34270      | 34430                   | Montpellier    | Lattes                                                                                               | Montpellier Méditerranée Métropole                          | 12,89            | 13 300 (2022)                     | 1 032              | modifier les données · modifier les données |
| Saint-Julien                             | 34271      | 34390                   | Béziers        | Saint-Pons-de-Thomières                                                                              | CC du Minervois au Caroux                                   | 19,25            | 225 (2022)                        | 12                 | modifier les données · modifier les données |
| Saint-Just                               | 34272      | 34400                   | Montpellier    | Lunel                                                                                                | CA Lunel Agglo                                              | 6,08             | 3 290 (2022)                      | 541                | modifier les données · modifier les données |
| Saint-Martin-de-l'Arçon                  | 34273      | 34390                   | Béziers        | Saint-Pons-de-Thomières                                                                              | CC du Minervois au Caroux                                   | 4,22             | 103 (2022)                        | 24                 | modifier les données · modifier les données |
| Saint-Martin-de-Londres                  | 34274      | 34380                   | Lodève         | Lodève                                                                                               | CC du Grand Pic Saint-Loup                                  | 38,20            | 2 728 (2022)                      | 71                 | modifier les données · modifier les données |
| Saint-Mathieu-de-Tréviers                | 34276      | 34270                   | Lodève         | Saint-Gély-du-Fesc                                                                                   | CC du Grand Pic Saint-Loup                                  | 21,92            | 4 869 (2022)                      | 222                | modifier les données · modifier les données |
| Saint-Maurice-Navacelles                 | 34277      | 34190 34520             | Lodève         | Lodève                                                                                               | CC Lodévois et Larzac                                       | 68,60            | 184 (2022)                        | 2,7                | modifier les données · modifier les données |
| Saint-Michel                             | 34278      | 34520                   | Lodève         | Lodève                                                                                               | CC Lodévois et Larzac                                       | 25,40            | 60 (2022)                         | 2,4                | modifier les données · modifier les données |
| Saint-Nazaire-de-Ladarez                 | 34279      | 34490                   | Béziers        | Cazouls-lès-Béziers                                                                                  | CC Les Avant-Monts                                          | 28,27            | 321 (2022)                        | 11                 | modifier les données · modifier les données |
| Saint-Nazaire-de-Pézan                   | 34280      | 34400                   | Montpellier    | Lunel                                                                                                | CA Lunel Agglo                                              | 5,66             | 620 (2022)                        | 110                | modifier les données · modifier les données |
| Saint-Pargoire                           | 34281      | 34230                   | Lodève         | Gignac                                                                                               | CC Vallée de l'Hérault                                      | 23,77            | 2 438 (2022)                      | 103                | modifier les données · modifier les données |
| Saint-Paul-et-Valmalle                   | 34282      | 34570                   | Lodève         | Gignac                                                                                               | CC Vallée de l'Hérault                                      | 12,72            | 1 367 (2022)                      | 107                | modifier les données · modifier les données |
| Saint-Pierre-de-la-Fage                  | 34283      | 34520                   | Lodève         | Lodève                                                                                               | CC Lodévois et Larzac                                       | 18,60            | 123 (2022)                        | 6,6                | modifier les données · modifier les données |
| Saint-Pons-de-Mauchiens                  | 34285      | 34230                   | Béziers        | Mèze                                                                                                 | CA Hérault Méditerranée                                     | 13,58            | 641 (2022)                        | 47                 | modifier les données · modifier les données |
| Saint-Pons-de-Thomières                  | 34284      | 34220                   | Béziers        | Saint-Pons-de-Thomières                                                                              | CC du Minervois au Caroux                                   | 40,99            | 1 718 (2022)                      | 42                 | modifier les données · modifier les données |
| Saint-Privat                             | 34286      | 34700                   | Lodève         | Lodève                                                                                               | CC Lodévois et Larzac                                       | 26,90            | 453 (2022)                        | 17                 | modifier les données · modifier les données |
| Saint-Saturnin-de-Lucian                 | 34287      | 34725                   | Lodève         | Gignac                                                                                               | CC Vallée de l'Hérault                                      | 9,83             | 289 (2022)                        | 29                 | modifier les données · modifier les données |
| Saint-Sériès                             | 34288      | 34400                   | Montpellier    | Lunel                                                                                                | CA Lunel Agglo                                              | 4,56             | 972 (2022)                        | 213                | modifier les données · modifier les données |
| Saint-Thibéry                            | 34289      | 34630                   | Béziers        | Pézenas                                                                                              | CA Hérault Méditerranée                                     | 18,47            | 3 047 (2022)                      | 165                | modifier les données · modifier les données |
| Saint-Vincent-d'Olargues                 | 34291      | 34390                   | Béziers        | Saint-Pons-de-Thomières                                                                              | CC du Minervois au Caroux                                   | 15,84            | 354 (2022)                        | 22                 | modifier les données · modifier les données |
| Saint-Vincent-de-Barbeyrargues           | 34290      | 34730                   | Lodève         | Saint-Gély-du-Fesc                                                                                   | CC du Grand Pic Saint-Loup                                  | 2,24             | 760 (2022)                        | 339                | modifier les données · modifier les données |
| Sainte-Croix-de-Quintillargues           | 34248      | 34270                   | Lodève         | Saint-Gély-du-Fesc                                                                                   | CC du Grand Pic Saint-Loup                                  | 6,62             | 970 (2022)                        | 147                | modifier les données · modifier les données |
| Salasc                                   | 34292      | 34800                   | Lodève         | Clermont-l'Hérault                                                                                   | CC du Clermontais                                           | 9,00             | 342 (2022)                        | 38                 | modifier les données · modifier les données |
| La Salvetat-sur-Agout                    | 34293      | 34330                   | Béziers        | Saint-Pons-de-Thomières                                                                              | CC des Monts de Lacaune et de la Montagne du Haut Languedoc | 87,55            | 1 115 (2022)                      | 13                 | modifier les données · modifier les données |
| Saturargues                              | 34294      | 34400                   | Montpellier    | Lunel                                                                                                | CA Lunel Agglo                                              | 5,99             | 1 021 (2022)                      | 170                | modifier les données · modifier les données |
| Saussan                                  | 34295      | 34570                   | Montpellier    | Pignan                                                                                               | Montpellier Méditerranée Métropole                          | 3,60             | 1 926 (2022)                      | 535                | modifier les données · modifier les données |
| Saussines                                | 34296      | 34160                   | Montpellier    | Lunel                                                                                                | CA Lunel Agglo                                              | 6,28             | 992 (2022)                        | 158                | modifier les données · modifier les données |
| Sauteyrargues                            | 34297      | 34270                   | Lodève         | Lodève                                                                                               | CC du Grand Pic Saint-Loup                                  | 12,76            | 435 (2022)                        | 34                 | modifier les données · modifier les données |
| Sauvian                                  | 34298      | 34410                   | Béziers        | Béziers-3                                                                                            | CA Béziers Méditerranée                                     | 13,07            | 5 498 (2022)                      | 421                | modifier les données · modifier les données |
| Sérignan                                 | 34299      | 34410                   | Béziers        | Béziers-1                                                                                            | CA Béziers Méditerranée                                     | 27,45            | 8 437 (2022)                      | 307                | modifier les données · modifier les données |
| Servian                                  | 34300      | 34290                   | Béziers        | Béziers-3                                                                                            | CA Béziers Méditerranée                                     | 40,61            | 5 427 (2022)                      | 134                | modifier les données · modifier les données |
| Sète                                     | 34301      | 34200                   | Montpellier    | Sète                                                                                                 | CA Sète Agglopôle Méditerranée                              | 24,21            | 45 090 (2022)                     | 1 862              | modifier les données · modifier les données |
| Siran                                    | 34302      | 34210                   | Béziers        | Saint-Pons-de-Thomières                                                                              | CC du Minervois au Caroux                                   | 21,25            | 751 (2022)                        | 35                 | modifier les données · modifier les données |
| Sorbs                                    | 34303      | 34520                   | Lodève         | Lodève                                                                                               | CC Lodévois et Larzac                                       | 20,20            | 39 (2022)                         | 1,9                | modifier les données · modifier les données |
| Soubès                                   | 34304      | 34700                   | Lodève         | Lodève                                                                                               | CC Lodévois et Larzac                                       | 12,35            | 954 (2022)                        | 77                 | modifier les données · modifier les données |
| Le Soulié                                | 34305      | 34330                   | Béziers        | Saint-Pons-de-Thomières                                                                              | CC des Monts de Lacaune et de la Montagne du Haut Languedoc | 40,44            | 133 (2022)                        | 3,3                | modifier les données · modifier les données |
| Soumont                                  | 34306      | 34700                   | Lodève         | Lodève                                                                                               | CC Lodévois et Larzac                                       | 11,04            | 243 (2022)                        | 22                 | modifier les données · modifier les données |
| Sussargues                               | 34307      | 34160                   | Montpellier    | Le Crès                                                                                              | Montpellier Méditerranée Métropole                          | 6,48             | 2 817 (2022)                      | 435                | modifier les données · modifier les données |
| Taussac-la-Billière                      | 34308      | 34600                   | Béziers        | Clermont-l'Hérault                                                                                   | CC Grand Orb                                                | 14,62            | 462 (2022)                        | 32                 | modifier les données · modifier les données |
| Teyran                                   | 34309      | 34820                   | Lodève         | Saint-Gély-du-Fesc                                                                                   | CC du Grand Pic Saint-Loup                                  | 10,04            | 4 729 (2022)                      | 471                | modifier les données · modifier les données |
| Thézan-lès-Béziers                       | 34310      | 34490                   | Béziers        | Cazouls-lès-Béziers                                                                                  | CC Les Avant-Monts                                          | 13,65            | 3 070 (2022)                      | 225                | modifier les données · modifier les données |
| La Tour-sur-Orb                          | 34312      | 34260                   | Béziers        | Clermont-l'Hérault                                                                                   | CC Grand Orb                                                | 30,65            | 1 346 (2022)                      | 44                 | modifier les données · modifier les données |
| Tourbes                                  | 34311      | 34120                   | Béziers        | Pézenas                                                                                              | CA Hérault Méditerranée                                     | 15,96            | 1 875 (2022)                      | 117                | modifier les données · modifier les données |
| Tressan                                  | 34313      | 34230                   | Lodève         | Gignac                                                                                               | CC Vallée de l'Hérault                                      | 3,92             | 688 (2022)                        | 176                | modifier les données · modifier les données |
| Le Triadou                               | 34314      | 34270                   | Lodève         | Saint-Gély-du-Fesc                                                                                   | CC du Grand Pic Saint-Loup                                  | 6,30             | 692 (2022)                        | 110                | modifier les données · modifier les données |
| Usclas-d'Hérault                         | 34315      | 34230                   | Lodève         | Mèze                                                                                                 | CC du Clermontais                                           | 2,82             | 438 (2022)                        | 155                | modifier les données · modifier les données |
| Usclas-du-Bosc                           | 34316      | 34700                   | Lodève         | Lodève                                                                                               | CC Lodévois et Larzac                                       | 4,51             | 248 (2022)                        | 55                 | modifier les données · modifier les données |
| La Vacquerie-et-Saint-Martin-de-Castries | 34317      | 34520                   | Lodève         | Lodève                                                                                               | CC Lodévois et Larzac                                       | 43,05            | 202 (2022)                        | 4,7                | modifier les données · modifier les données |
| Vacquières                               | 34318      | 34270                   | Lodève         | Lodève                                                                                               | CC du Grand Pic Saint-Loup                                  | 14,74            | 757 (2022)                        | 51                 | modifier les données · modifier les données |
| Vailhan                                  | 34319      | 34320                   | Béziers        | Cazouls-lès-Béziers                                                                                  | CC Les Avant-Monts                                          | 11,23            | 142 (2022)                        | 13                 | modifier les données · modifier les données |
| Vailhauquès                              | 34320      | 34570                   | Lodève         | Saint-Gély-du-Fesc                                                                                   | CC du Grand Pic Saint-Loup                                  | 16,12            | 2 684 (2022)                      | 167                | modifier les données · modifier les données |
| Valergues                                | 34321      | 34130                   | Montpellier    | Mauguio                                                                                              | CA du Pays de l'Or                                          | 5,20             | 2 173 (2022)                      | 418                | modifier les données · modifier les données |
| Valflaunès                               | 34322      | 34270                   | Lodève         | Lodève                                                                                               | CC du Grand Pic Saint-Loup                                  | 21,04            | 793 (2022)                        | 38                 | modifier les données · modifier les données |
| Valmascle                                | 34323      | 34800                   | Lodève         | Clermont-l'Hérault                                                                                   | CC du Clermontais                                           | 6,99             | 51 (2022)                         | 7,3                | modifier les données · modifier les données |
| Valras-Plage                             | 34324      | 34350                   | Béziers        | Béziers-1                                                                                            | CA Béziers Méditerranée                                     | 2,35             | 4 300 (2022)                      | 1 830              | modifier les données · modifier les données |
| Valros                                   | 34325      | 34290                   | Béziers        | Pézenas                                                                                              | CA Béziers Méditerranée                                     | 6,61             | 1 665 (2022)                      | 252                | modifier les données · modifier les données |
| Vélieux                                  | 34326      | 34220                   | Béziers        | Saint-Pons-de-Thomières                                                                              | CC du Minervois au Caroux                                   | 10,15            | 102 (2022)                        | 10                 | modifier les données · modifier les données |
| Vendargues                               | 34327      | 34740                   | Montpellier    | Le Crès                                                                                              | Montpellier Méditerranée Métropole                          | 8,98             | 7 157 (2022)                      | 797                | modifier les données · modifier les données |
| Vendémian                                | 34328      | 34230                   | Lodève         | Gignac                                                                                               | CC Vallée de l'Hérault                                      | 16,89            | 1 157 (2022)                      | 69                 | modifier les données · modifier les données |
| Vendres                                  | 34329      | 34350                   | Béziers        | Béziers-1                                                                                            | CC la Domitienne                                            | 37,80            | 2 671 (2022)                      | 71                 | modifier les données · modifier les données |
| Verreries-de-Moussans                    | 34331      | 34220                   | Béziers        | Saint-Pons-de-Thomières                                                                              | CC du Minervois au Caroux                                   | 18,69            | 88 (2022)                         | 4,7                | modifier les données · modifier les données |
| Vias                                     | 34332      | 34450                   | Béziers        | Agde                                                                                                 | CA Hérault Méditerranée                                     | 32,49            | 5 960 (2022)                      | 183                | modifier les données · modifier les données |
| Vic-la-Gardiole                          | 34333      | 34110                   | Montpellier    | Frontignan                                                                                           | CA Sète Agglopôle Méditerranée                              | 18,49            | 3 413 (2022)                      | 185                | modifier les données · modifier les données |
| Vieussan                                 | 34334      | 34390                   | Béziers        | Saint-Pons-de-Thomières                                                                              | CC du Minervois au Caroux                                   | 28,26            | 268 (2022)                        | 9,5                | modifier les données · modifier les données |
| Villemagne-l'Argentière                  | 34335      | 34600                   | Béziers        | Clermont-l'Hérault                                                                                   | CC Grand Orb                                                | 8,06             | 420 (2022)                        | 52                 | modifier les données · modifier les données |
| Villeneuve-lès-Béziers                   | 34336      | 34420 34500             | Béziers        | Béziers-3                                                                                            | CA Béziers Méditerranée                                     | 17,31            | 4 283 (2022)                      | 247                | modifier les données · modifier les données |
| Villeneuve-lès-Maguelone                 | 34337      | 34750                   | Montpellier    | Pignan                                                                                               | Montpellier Méditerranée Métropole                          | 22,70            | 10 406 (2022)                     | 458                | modifier les données · modifier les données |
| Villeneuvette                            | 34338      | 34800                   | Lodève         | Clermont-l'Hérault                                                                                   | CC du Clermontais                                           | 3,14             | 66 (2022)                         | 21                 | modifier les données · modifier les données |
| Villespassans                            | 34339      | 34360                   | Béziers        | Saint-Pons-de-Thomières                                                                              | CC Sud-Hérault                                              | 14,07            | 186 (2022)                        | 13                 | modifier les données · modifier les données |
| Villetelle                               | 34340      | 34400                   | Montpellier    | Lunel                                                                                                | CA Lunel Agglo                                              | 5,31             | 1 698 (2022)                      | 320                | modifier les données · modifier les données |
| Villeveyrac                              | 34341      | 34560                   | Montpellier    | Mèze                                                                                                 | CA Sète Agglopôle Méditerranée                              | 37,12            | 3 953 (2022)                      | 106                | modifier les données · modifier les données |
| Viols-en-Laval                           | 34342      | 34380                   | Lodève         | Lodève                                                                                               | CC du Grand Pic Saint-Loup                                  | 16,03            | 216 (2022)                        | 13                 | modifier les données · modifier les données |
| Viols-le-Fort                            | 34343      | 34380                   | Lodève         | Lodève                                                                                               | CC du Grand Pic Saint-Loup                                  | 16,73            | 1 223 (2022)                      | 73                 | modifier les données · modifier les données |
| Hérault                                  | 34         |                         |                | |                                                             | 6 101,00         | 1 217 331 (2022)                  | 200                | modifier les données                        |

## Structures intercommunales
| Nom de la structure intercommunale                           | Siège                     | Type      | Date | Nombre de communes |
| ------------------------------------------------------------ | ------------------------- | --------- | ---- | ------------------ |
| Montpellier Méditerranée Métropole                           | Montpellier               | métropole | 2015 | 31                 |
| Communauté d'agglomération Béziers Méditerranée              | Béziers                   | CA        | 2002 | 13                 |
| Communauté d'agglomération du Bassin de Thau                 | Balaruc-les-Bains         | CA        | 2003 | 8                  |
| Communauté d'agglomération Hérault Méditerranée              | Saint-Thibéry             | CA        | 2003 | 19                 |
| Communauté d'agglomération du Pays de l'Or                   | Mauguio                   | CA        | 1993 | 8                  |
| Communauté de communes Sud-Hérault                           | Puisserguier              | CC        | 2014 | 17                 |
| Communauté de communes Ceps et Sylves                        | Saint-Jean-de-Cornies     | CC        | 1996 | 6                  |
| Communauté de communes des Cévennes gangeoises et suménoises | Ganges                    | CC        | 1999 | 13                 |
| Communauté de communes du Clermontais                        | Clermont-l'Hérault        | CC        | 2000 | 21                 |
| Communauté de communes Les Avant-Monts                       | Magalas                   | CC        | 2013 | 18                 |
| Communauté de communes la Domitienne                         | Maureilhan                | CC        | 1993 | 8                  |
| Communauté de communes du Grand Pic Saint-Loup               | Saint-Mathieu-de-Tréviers | CC        | 2010 | 36                 |
| Communauté de communes Lodévois et Larzac                    | Lodève                    | CC        | 2008 | 28                 |
| Communauté de communes le Minervois                          | Olonzac                   | CC        | 2005 | 15                 |
| Communauté de communes de la Montagne du Haut Languedoc      | La Salvetat-sur-Agout     | CC        | 1992 | 8                  |
| Communauté de communes Grand Orb                             | Le Bousquet-d'Orb         | CC        | 2014 | 24                 |
| Communauté de communes du Nord du Bassin de Thau             | Villeveyrac               | CC        | 2000 | 6                  |
| Communauté de communes Orb et Jaur                           | Olargues                  | CC        | 2011 | 12                 |
| Communauté de communes Orb et Taurou                         | Thézan-lès-Béziers        | CC        | 1999 | 5                  |
| Communauté de communes du Pays de Lunel                      | Lunel                     | CC        | 1993 | 15                 |
| Communauté de communes du Pays Saint-Ponais                  | Saint-Pons-de-Thomières   | CC        | 1994 | 9                  |
| Communauté de communes du Pays de Thongue                    | Valros                    | CC        | 1999 | 7                  |
| Communauté de communes Vallée de l'Hérault                   | Gignac                    | CC        | 1998 | 28                 |